# St. Petrus und Paulus (Pleidelsheim)
St. Petrus und Paulus ist eine römisch-katholische Kirche in der Gemeinde Pleidelsheim im Landkreis Ludwigsburg in Baden-Württemberg. Sie ist die Hauptkirche der römisch-katholischen Kirchengemeinde Pleidelsheim, die zur Seelsorgeeinheit Freiberg-Pleidelsheim-Ingersheim im Dekanat Ludwigsburg gehört.

## Geschichte
Nach der Reformation im 16. Jahrhundert war Pleidelsheim über viele Jahrhunderte hinweg nahezu ausschließlich evangelisch geprägt. Erst nach dem Zweiten Weltkrieg, insbesondere durch die Ansiedlung katholischer Heimatvertriebener aus Ost- und Südosteuropa, entstand wieder eine katholische Gemeinde.
Um dem wachsenden seelsorgerischen Bedarf gerecht zu werden, wurde 1955 die Kirche St. Petrus und Paulus in der Stuifenstraße errichtet. Sie bildet seither das geistliche Zentrum der katholischen Bevölkerung in Pleidelsheim.

## Architektur
Die Kirche wurde im Stil der 1950er Jahre schlicht und funktional erbaut. Der Innenraum ist geprägt von einer klaren liturgischen Struktur und moderner sakraler Kunst. 

## Gemeindeleben
Zur Gemeinde gehört auch ein katholischer Kindergarten. 2019 feierte die Kirchengemeinde das 50-jährige Bestehen ihrer Kirche. In der Festpredigt wurde das Engagement der ersten Gemeindemitglieder gewürdigt, die nicht nur die Kirche, sondern auch ein Gemeindehaus und ein lebendiges Gemeindeleben aufgebaut haben.